# 藤本勝次
藤本 勝次（ふじもと かつじ、1921年7月4日 - 2000年2月18日）は、日本の中東イスラーム学者、専攻は中世イスラム文化史。

## 経歴
大阪府大阪市生まれ。京都帝国大学東洋史学科でアラビア語を学ぶ。
関西大学文学部教授を兼ね、1975年4月から1982年9月までの間、関西大学東西学術研究所の所長をつとめた。
2000年2月18日、脳梗塞のため死去。

## エピソード
- 大学を卒業して軍隊に入ったとき、せっかくアラビア語を学んだのだから、ムスリムの住むマレー半島やジャワ島・スマトラ島に派遣してもらおうと頼んでみたが、聞いてもらえず結局中支戦線に行くことになった[2]。
- 池田修、伴康哉とともにクルアーン全文を日本語訳している。井筒俊彦による翻訳や日本ムスリム協会版とは異なり、登場する聖書由来の人名は原音にこだわらず、「イエス」「マリア」といった既に日本語訳聖書などで定着していた表記を用いている。

## 著訳書

### 著書
- 『マホメット ユダヤ人との抗争』中央公論社〈中公新書〉、1971年
- 『中東をめぐる諸問題』晃洋書房、1985年

### 訳書
- 著者複数『シナ・インド物語』 関西大学出版部〈東西学術研究所訳注シリーズ1〉、1976年
- ブズルグ・イブン・シャフリヤール『インドの不思議』 関西大学出版部〈東西学術研究所訳注シリーズ2〉、1978年
- ウサーマ・ブヌ・ムンキズ『回想録』 関西大学出版部〈東西学術研究所訳注シリーズ3〉、1987年
- イブン・ジュバイル『旅行記』 池田修共訳、関西大学出版部〈東西学術研究所訳注シリーズ6〉、1992年、講談社学術文庫、2009年7月
- 『コーラン』伴康哉・池田修共訳
  - 中央公論社〈世界の名著15〉、1970年
  - 中央公論社〈中公バックス・世界の名著17〉、1979年
  - 中央公論新社＜中公クラシックス　全2巻＞、2002年
  - 解説は『聖典』＜中公クラシックス・コメンタリィ＞に所収、2008年6月

### 記念論集
- 『藤本勝次先生 加藤一朗先生古稀記念　中近東文化史論叢』（同記念会編、1992年）